# Histoire du Qatar

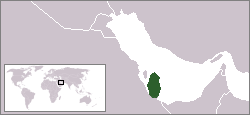
Le Qatar dans son environnement

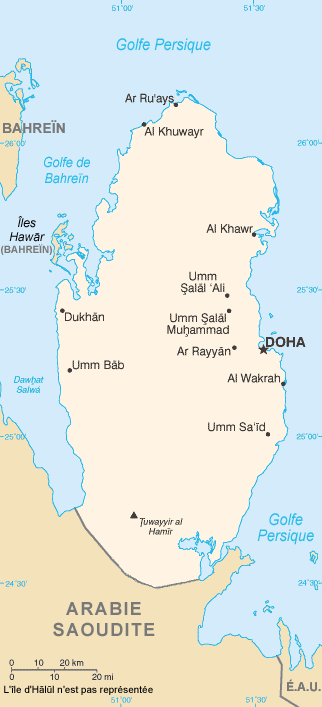
Carte du Qatar

Cet article présente un résumé de l'histoire du Qatar. Le Qatar est un émirat du Moyen-Orient (d'une superficie de 11 427 km², et d'une population d'environ 2,8 millions d'habitants en 2022, contre 1 en 2006 et 0,5 en 1997) situé sur une petite péninsule entourée par l'Arabie saoudite au sud et le golfe Persique au nord.

## Période pré-islamique
Comme les autres Émirats arabes du golfe Persique, Koweït, Bahreïn, Émirats arabes unis, à l'exception d'Oman, le Qatar est habité depuis des milliers d'années. Les sociétés ont maintenu des structures tribales anciennes, basées sur des liens parentaux étendus.
La péninsule qatari était suffisamment proche de la civilisation Dilmun au Bahreïn pour avoir senti son influence. Des céramiques Barbar ont été découvertes dans deux sites par le Qatar Archaeology Project, démontrant ainsi l'implication du pays dans le réseau commercial de Dilmun. Le site est l'objet de théories sur la possibilité d'avoir accommodé un petit campement saisonnier, possiblement un groupe de chasseurs-cueilleurs qui seraient des visiteurs récurrents. Lorsque les habitants de Dilmun ont commencé à se livrer à des activités maritimes vers 2100 à 1700 av. J.-C., les habitants du Qatar ont également développé l'activité de perliculture extensive. Les Qataris étaient engagés dans le commerce de perles et de palmiers dattiers à cette époque.
Il a été avancé que les restes des colonies de Dilmun découverts au Qatar ne représentaient pas une preuve majeure d'habitation humaine à long terme. Le Qatar est resté en grande partie inhabité au cours de cette période en raison de la migration régulière des tribus arabes nomades à la recherche de sources inexploitées de nourriture et d'eau. Les colonies datant de la période Dilmun, en particulier sur l'île d'Al Khor, ont peut-être été établies pour accélérer les voyages commerciaux entre Bahreïn et la colonie significative la plus proche du golfe Persique, Tell Abraq.
Durant l'antiquité, diverses grandes civilisations ont pris possession de la péninsule. Vers 680 avant J-C, le roi d'Assyrie Assarhaddon conquiert la région. Puis Androsthène pour le compte d'Alexandre le Grand explore la région, la faisant rentrer dans l'Empire séleucide de -325 à -250. À cette date, les Perses parthes puis sassanides dominent la région qui devient vassale de l'Empire.
Sous le règne sassanide, de nombreux habitants de l'Arabie orientale ont été convertis au christianisme après la dispersion de la religion vers l'est par les chrétiens mésopotamiens. Des monastères ont été construits au Qatar pendant cette ère, et d'autres villes ont été fondées. Pendant la dernière partie de l'ère chrétienne, le Qatar était connu sous le nom syriaque de Beth Qatraye (ܒܝܬ ܩܛܪܝܐ ; « région des Qataris »). La région ne se limitait pas au Qatar, mais comprenait également Bahreïn, l'île de Tarout, Al-Khatt et Al-Hassa. 
Les diocèses de Beth Qatraye n'ont pas formé de province ecclésiastique, sauf pendant une courte période du milieu à la fin du VIIe siècle. 
Ils étaient plutôt soumis à la métropole de Fars.

## Période islamique
En 628, Mahomet, envoya un de ses messagers vers le gouverneur Munzir ibn Sawa Al Tamimi l'invitant à se convertir, ainsi que la population. Néanmoins il est probable que certaines populations sédentarisées du Qatar ne se soient pas immédiatement converties à l'islam. Isaac de Ninive, évêque chrétien syriaque, est né à Beth Qatraye vers 640. [43] [44] D'autres savants chrétiens notables datant de cette période qui étaient originaires de Beth Qatraye tels que Dadicho Qatraya, Gabriel du Qatar et Ahob du Qatar. En 674, les évêques de Beth Qatraye ont cessé d'assister aux synodes
Le territoire, bien placé sur les trajets d'échanges du golfe Persique, entre Mésopotamie et Vallée de l'Indus, a été l'objet de nombreuses convoitises, conflits et guerres. La Perse, ses voisins arabes, les Portugais et les Ottomans se sont partagé sa domination, avec à partir du XVIIe siècle, le relais d'une famille locale, les Al Thani.
Le pays a été dominé par les Abbassides de 750 à 1258, les Séfévides de 1680 à 1717, de 1730 à 1736 et de 1753 à 1783, par le Portugal de 1517 à 1538, par Oman de 1717 à 1730, de 1736 à 1753, et de 1783 à 1818, et par Bahreïn de 1830 à 1851.
Les Ottomans ont dirigé le Qatar directement, en tant que sandjak, dans la province de Hasa de 1550 à 1680 et de 1818 à 1830, et indirectement de 1680 à 1818 et de 1830 à 1872 par la famille Al Thani. L'administration Al Thani continue en tant que caïmacan du Qatar dans le vilayet de Bassora pendant la domination ottomane entre 1872-1915.

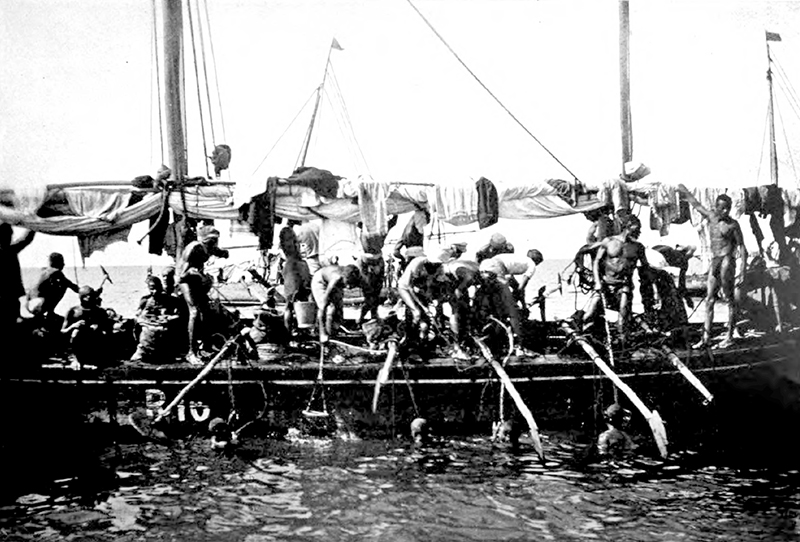
Culture perlière dans le golfe Persique au début du XX.

Mohammed ben Thani, le patriarche de la famille Al Thani, a été gouverneur du Qatar à Al Bida (maintenant connu sous le nom de Doha). La famille Al Khalifa de Bahreïn a occupé la partie nord du Qatar jusqu'en 1868. Cette année-là, à la demande de certains nobles du Qatar, les Britanniques négocièrent la fin de la revendication du clan Al Khalifa sur le Qatar, excepté le paiement d'un tribut. Ce tribut cessa lorsque les Turcs occupèrent le Qatar en 1872.
La bataille d'al-Zubarah, en 1872, est une date importante pour toutes les populations du golfe Persique, dans la mesure où la domination ottomane dans la région est provisoirement acceptée.

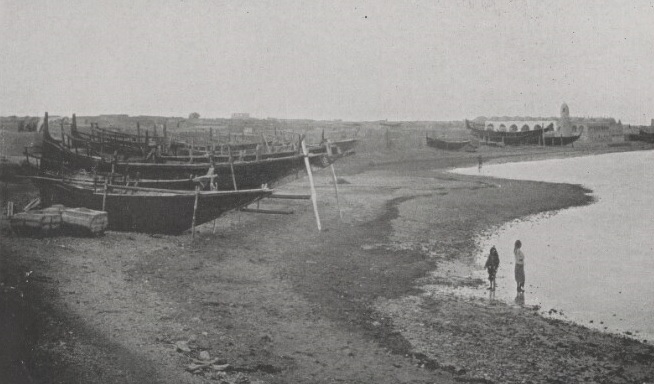
Doha vers 1900.

## Protectorat britannique (1916-1971)

### Mise en place du protectorat
Après le départ des Turcs, au début de la Première Guerre mondiale, en 1915, les Britanniques reconnaissent le cheikh Adballah ben Jassem Al Thani (en) comme dirigeant. La famille Al Thani avait vécu au Qatar pendant 200 ans. Le traité de 1916 entre le Royaume-Uni et le cheikh Abdallah est semblable à ceux signés par les Britanniques avec les autres principautés du golfe Persique. Selon ses termes, le dirigeant accepte de ne céder aucun de ses territoires sauf au Royaume-Uni, et de n'entamer de relations avec aucun gouvernement étranger sans le consentement des Britanniques. En retour, les Britanniques promettent de protéger le Qatar contre toute agression par mer et de prêter main-forte en cas d'attaque terrestre. Un traité de 1934 renforce le protectorat britannique sur le Qatar.

### Exploitation du pétrole
En 1928 est ratifié accord de la ligne rouge, donnant le monopole de l'exploitation du pétrole à la Turkish Petroleum Company (renommée Iraq Petroleum Company en 1929) sur toute la péninsule arabique.
En 1935, une concession d'une durée de 75 ans est accordée à l'Anglo-Persian Oil Company. Du pétrole de haute qualité est découvert en 1940 à Dukhan sur la côte ouest de la péninsule Qatarie. L'exploitation en est retardée par la Seconde Guerre mondiale, et l'exportation de pétrole ne commence qu'en 1949.
Durant les années 1950 et 1960, l'accroissement graduel des revenus du pétrole apporte la prospérité, une immigration rapide, de substantiels progrès sociaux, et marque le commencement de l'histoire moderne du Qatar.

## L'indépendance complète
- Lorsque, en 1968, le Royaume-Uni annonce l'abandon des relations de protectorat avec les principautés du Golfe, le Qatar se joint aux huit autres états alors sous protectorat britannique (les sept actuels Émirats arabes unis et Bahreïn) avec l'intention de former une union d'émirats arabes.
- mi-année 1971, les 9 ne se sont pas encore accordés sur les termes de l'union, et la date de terminaison du traité de relation britannique (fin de 1971) approche. Dès lors, le Qatar demande l'indépendance en tant qu'entité séparée, et devient, en pleine indépendance, l'État du Qatar le 3 septembre 1971. La plupart des États arabes, le Royaume-Uni, et les États-Unis sont parmi les premiers pays à reconnaître le Qatar, et l'État gagne promptement la permission d'entrer au conseil des Nations unies et de la Ligue arabe.
- En 1976, la Qatar General Petroleum Corporation (abrégée en QGPC) contrôle désormais l'entièreté des activités pétrolières et gazières sur l'ensemble du territoire du Qatar, incluant dans ses eaux[13].
- en 1988, le Qatar établit des relations diplomatiques avec l'Union soviétique et la république populaire de Chine. Il est l'un des premiers membres de l'OPEP, et l'un des membres fondateurs du Conseil de coopération du Golfe. Les revenus du pétrole et du gaz naturel permettent au Qatar d'atteindre un des plus hauts revenus per capita dans le monde.

Le Qatar et Bahreïn se sont disputé la possession des Îles Hawar.
- En 2001, le Qatar a accepté d'offrir les îles au Bahreïn en échange de concessions territoriales en relation avec les revendications passées de Bahreïn sur la péninsule Qatarie.

## Les réformes
L'émir  a annoncé son intention d'amener le Qatar à la démocratie, et a autorisé une presse libre et ouverte et des élections municipales. Des réformes démocratiques, économiques et sociales ont été menées ces dernières années. En 2003, la constitution du pays a été approuvée par un référendum démocratique. Cette même année, une femme a été nommée au cabinet en tant que ministre de l'éducation. Auparavant, aucune femme n'avait jamais fait partie du gouvernement d'une nation du golfe Persique.

## Crise diplomatique du Golfe (2014-présent)
En mars 2014, pour protester contre l'implication présumée du Qatar dans le financement de factions et de partis politiques dans les conflits en cours au Moyen-Orient, l'Arabie saoudite, les Émirats arabes unis et Bahreïn ont rappelé leurs ambassadeurs au Qatar. Les trois pays sont revenus sur leur décision en novembre de la même année après qu'un accord ait été conclu.
Le 5 juin 2017, un certain nombre de pays dirigés par l'Arabie saoudite, les Émirats arabes unis, Bahreïn et l'Égypte ont rompu leurs liens avec le Qatar et adopté plusieurs mesures punitives, telles que la fermeture des frontières aériennes, terrestres et maritimes du Qatar. L'Arabie saoudite a également mis un terme à l'implication du Qatar dans la guerre en cours au Yémen. Les États ont justifié leurs actions en faisant allusion à des liens présumés qatariens avec des groupes terroristes dans la région, tels que les Frères musulmans.

#### Qatar
- Géographie du Qatar
- Culture du Qatar
- Liste du patrimoine mondial au Qatar
- Liste du patrimoine culturel immatériel de l'humanité au Qatar
- Liste de monuments historiques au Qatar (en)
- Liste des villes du Proche-Orient ancien, Ports antiques du Golfe persique

- Économie du Qatar, office du tourisme du Qatar, démographie du Qatar
- Islam au Qatar, religion au Qatar
- Politique au Qatar
- Liste des émirs du Qatar, liste des Premiers ministres du Qatar
- Liste des guerres du Qatar